# 콜린 커닝햄
콜린 커닝햄(Colin Cunningham, 1966년 8월 20일 ~ )은 미국의 배우이다.

## 출연 작품

### 영화
- 6번째 날

### 드라마
- 폴링스카이